# Swietłana Szkolina
Swietłana Władimirowna Szkolina (ros. Светлана Владимировна Школина; ur. 9 marca 1986 w Jarcewie) – rosyjska lekkoatletka, specjalizująca się w skoku wzwyż, mistrzyni świata, brązowa medalistka igrzysk olimpijskich.
Zwyciężczyni łącznej punktacji Diamentowej Ligi 2013 w skoku wzwyż.

## Sukcesy
| Rok  | Zawody                                  | Miasto     | Miejsce | Wynik  |
| ---- | --------------------------------------- | ---------- | ------- | ------ |
| 2003 | Mistrzostwa świata juniorów młodszych   | Sherbrooke |         | 1,86 m |
| 2003 | Olimpijski Festiwal Młodzieży Europy    | Paryż      |         | 1,84 m |
| 2004 | Mistrzostwa świata juniorów             | Grosseto   |         | 1,91 m |
| 2005 | Mistrzostwa Europy juniorów             | Kowno      |         | 1,91 m |
| 2007 | Młodzieżowe Mistrzostwa Europy          | Debreczyn  |         | 1,92 m |
| 2008 | Igrzyska olimpijskie                    | Pekin      | 14.     | 1,93 m |
| 2009 | Halowe Mistrzostwa Europy               | Turyn      | 4.      | 1,96 m |
| 2009 | Drużynowe Mistrzostwa Europy            | Leiria     | 4.      | 1,98 m |
| 2009 | Mistrzostwa świata                      | Berlin     | 6.      | 1,96 m |
| 2010 | Halowe mistrzostwa świata               | Doha       | 4.      | 1,96   |
| 2010 | Superliga drużynowych mistrzostw Europy | Bergen     | 2.      | 1,98   |
| 2010 | Mistrzostwa Europy                      | Barcelona  | 4.      | 1,97   |
| 2011 | Halowe mistrzostwa Europy               | Paryż      | 4.      | 1,92   |
| 2011 | Mistrzostwa świata                      | Taegu      | 5.      | 1,97   |
| 2012 | Igrzyska olimpijskie                    | Londyn     |         | 2,03   |
| 2013 | Mistrzostwa świata                      | Moskwa     |         | 2,03   |

## Rekordy życiowe
- skok wzwyż (stadion) – 2,03 m (2012 i 2013)
- skok wzwyż (hala) – 2,00 m (2010)